# Maryna Linchuk
Maryna Linchuk, en bielorruso Марына Лінчук) (Minsk, Bielorrusia, 4 de septiembre de 1987) es una modelo bielorrusa.

## Carrera
Linchuk comenzó su carrera como modelo en Minsk, su ciudad natal, y más tarde en Moscú (Rusia). 
Ha participado en desfiles de casas de moda como Versace, Donna Karan, Christian Dior, Dolce  & Gabbana, Ralph Lauren, Valentino, Givenchy o Michael Kors.
Ha sido también la imagen de perfume Miss Dior Chérie, producido por Sofia Cappola y ha sido portada de las ediciones rusa, italiana, japonesa y portuguesa de Vogue, así como de la revista Elle.
Ha participado en los desfiles de Victoria's Secret en sus ediciones de 2008, 2009, 2010. La revista francesa Vogue la incluyó entre las 30 mejores modelos.

### Vida personal
Linchuk está comprometida con Brian Casey, quien es el padre de su hija Nova Casey, nacida el 3 de diciembre de 2019.

## Agencias
The Lions Agency